# Parque Gran Colombiano

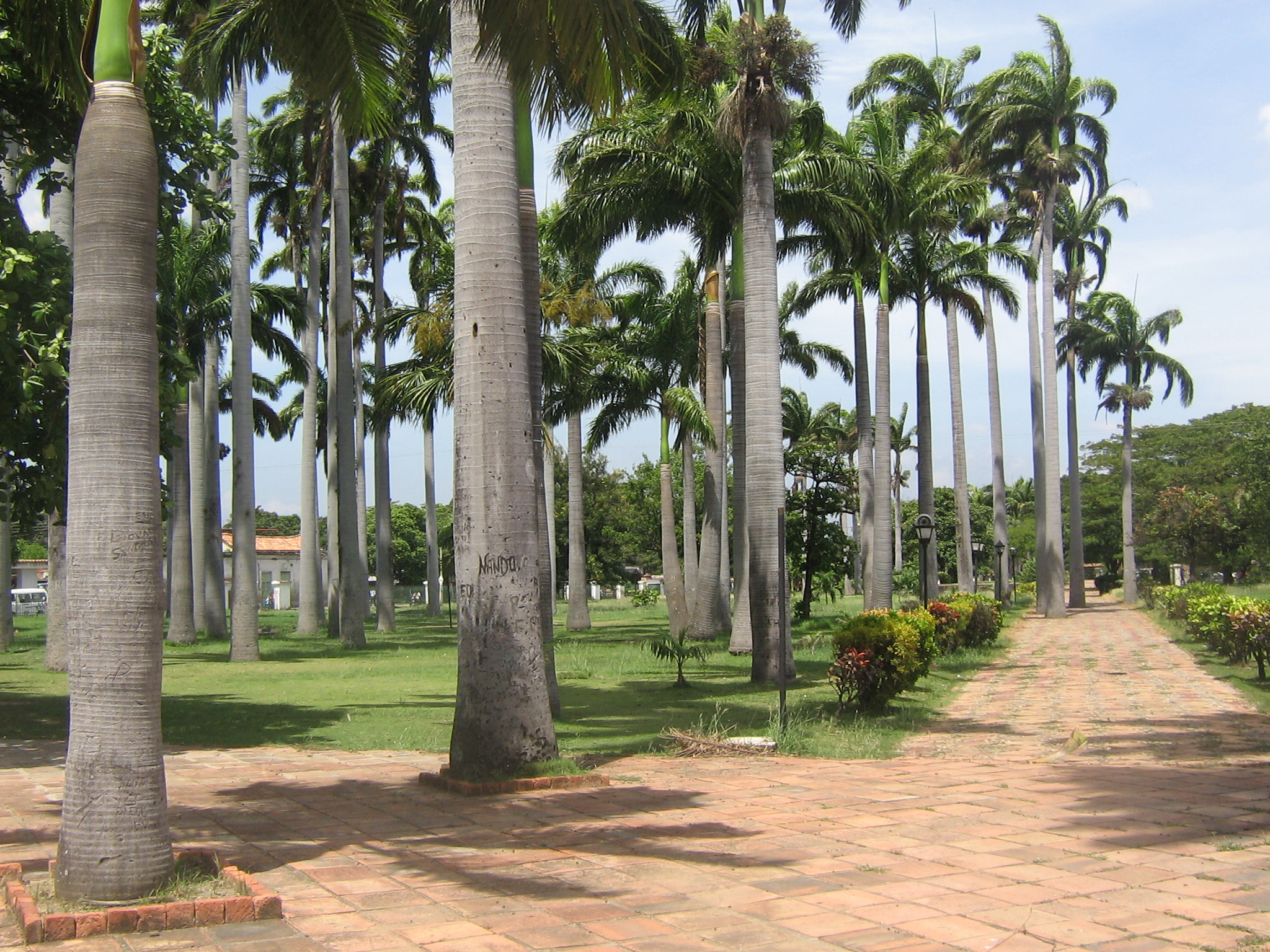
Parque Grancolombiano.

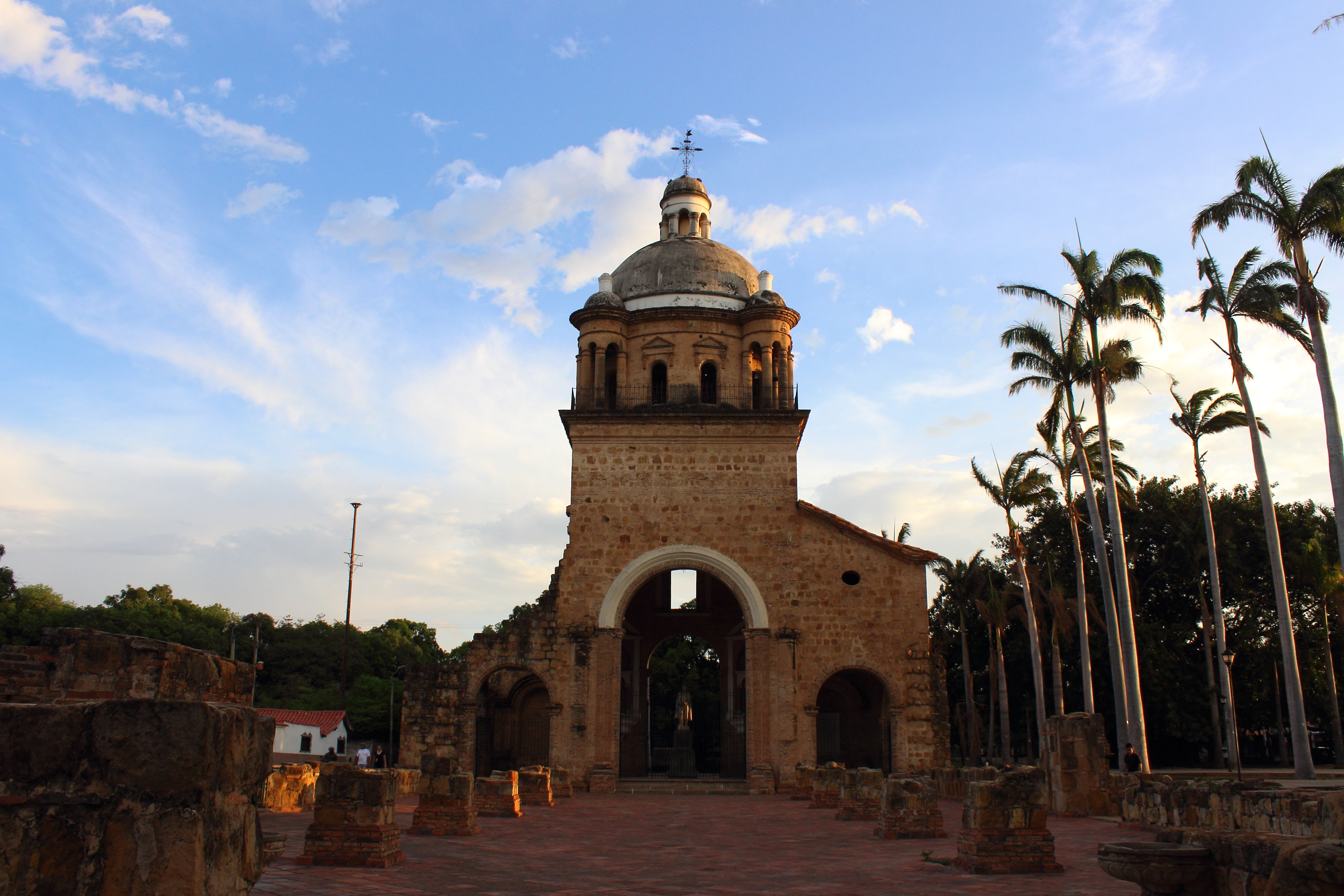
Templo Histórico.

El Parque Grancolombiano es un complejo histórico y turístico ubicado en Villa del Rosario (uno de los municipios del Área metropolitana de Cúcuta) en el kilómetro 6 de la Carretera Panamericana, que comunica a la ciudad de Cúcuta con Venezuela.

## Atracciones principales

### Casa del General Santander
La Casa Natal del General Santander es el lugar donde vivió durante sus primeros 13 años el militar y político colombiano héroe de la independencia Francisco de Paula Santander.

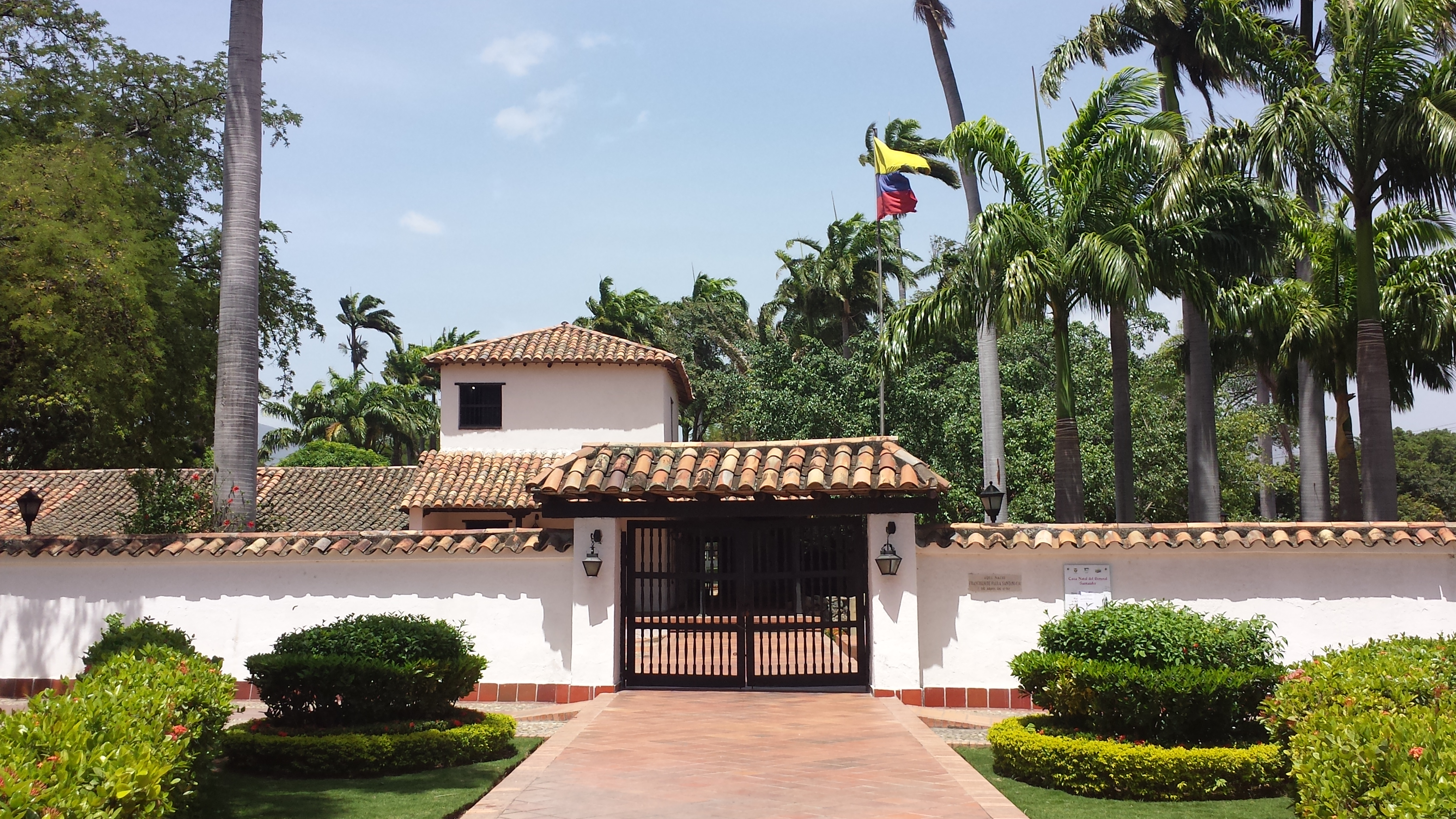
Casa del General Santander.

Hoy en día es un museo donde se pueden encontrar gran parte de sus pertenencias como el uniforme, algunas espadas, entre otras cosas (réplicas). La edificación está junto el Templo Histórico, donde se firmó la Constitución de 1821, y la Casa de la Bagatela donde funcionó el poder legislativo. Actualmente está al cuidado de Corpatrimonio.

### Templo Histórico
El Templo Histórico, donde se realizó el Congreso Constituyente de 1821, en el cual se redactó la Constitución de 1821, con la cual se creó la República de Colombia (conocida en la historiografía como la Gran Colombia).

### Capilla Santa Ana
Primera iglesia del municipio creada en 1738, donde fueron bautizados una gran cantidad de próceres y mártires entre ellos el General Santander y el General Pedro Fortoul, fue destruida por el terremoto de Cúcuta en 1875, hoy en día queda algunas de sus ruinas.

### Plaza de los Mártires
Fue el lugar de fusilamiento durante la dominación española, especialmente en la llamada época del terror en 1816, entre algunos próceres fusilados están Ramón Islamizar, José Javier Gallardo y Luis Mendoza.

### Casa de la Bagatela

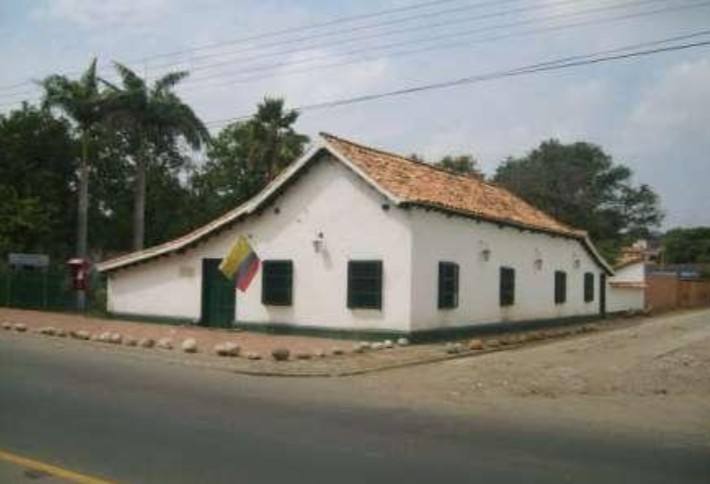
Casa La Bagatela.

La Casa de la Bagatela o Casa de Gobierno en la que funcionó el poder ejecutivo de la Gran Colombia en el año 1821. En la época del Congreso, esta casa tenía dos plantas, derribadas durante  el Terremoto de Cúcuta. Fue residencia de los vicepresidentes Roscio, Azuola, Nariño y Castillo.
Remodelada en 1971 por el Ministerio de Obras Públicas. El nombre de “La Bagatela” le fue dado por un tendero que la habitó durante 40 años, queriendo de esta manera recordar el periódico fundado por Don Antonio Nariño en Bogotá en 1812, durante la época de la “patria boba”. Sin embargo, cabe aclarar que en la Villa del Rosario el primer periódico oficial que se editó fue la Gaceta de Colombia y no la Bagatela.
Existe en su interior una estatua del precursor, obra del artista colombiano Enrique Llamosa y donada por la Universidad Francisco de Paula Santander el 13 de abril de 1792.

### Tamarindo histórico
El Tamarindo Histórico es un árbol en el que los diputados de la Nueva Granada (Colombia) y los patriotas de Venezuela reposaban bajo sus sombras tras las agotadoras reuniones en las que se redactaba la Constitución de 1821, cuyo objetivo principal era la creación de la Gran Colombia en un proceso conocido como Congreso de 1821. Se le conoce como "Testigo Mudo de la Libertad", por ser el objeto más antiguo de esta villa. 

### Estatua General Santander

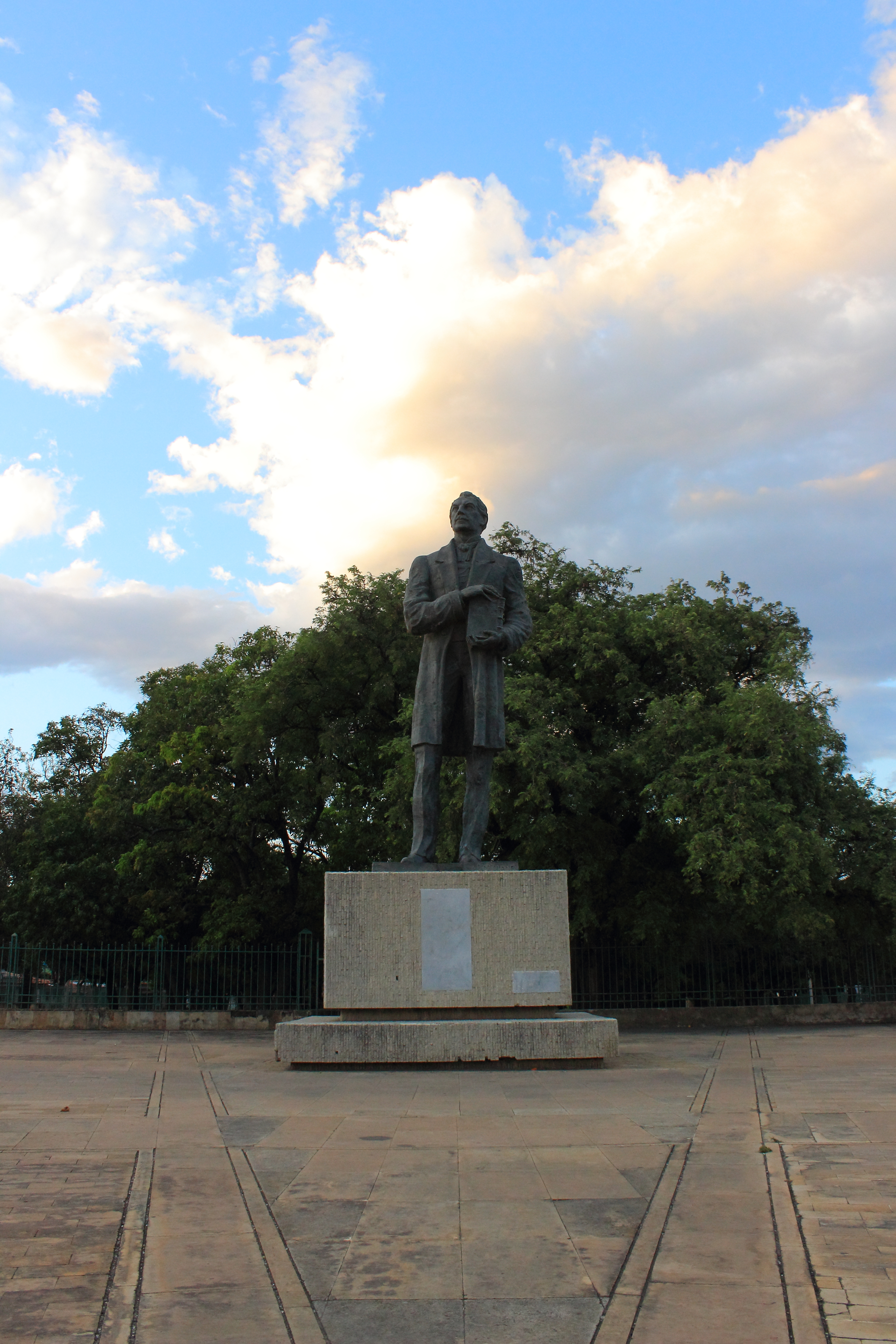
Estatua de Santander.

Rinde homenaje al prócer colombiano Francisco de Paula Santander, es una estatua de bronce que mide aproximadamente 9 metros de alto, fue donada por el Banco de la República en 1985 en el complejo histórico;(también es una de las estatua de Santander más grande del mundo).